# Hệ tinh thể

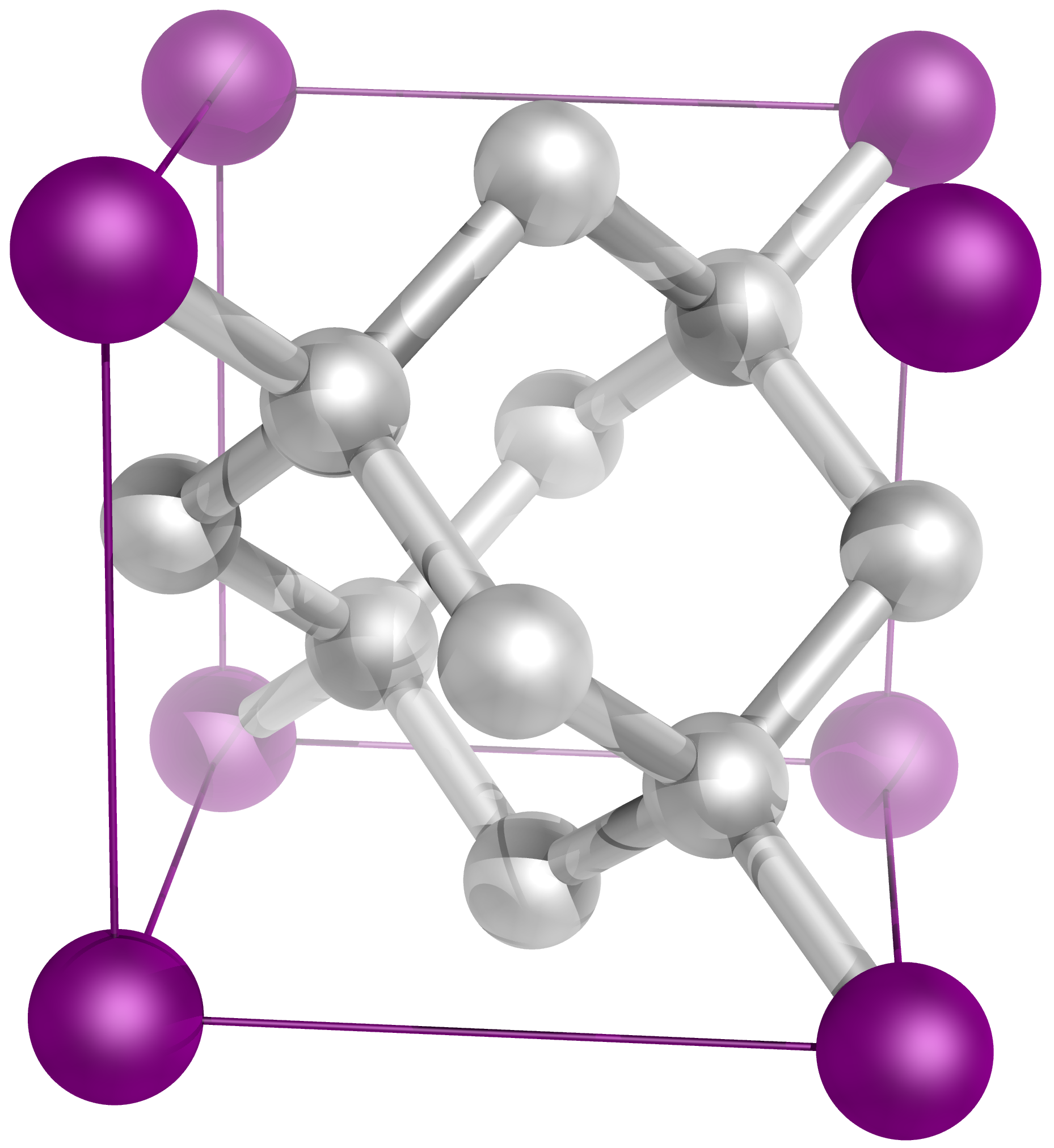
Cấu trúc tinh thể kim cương thuộc nhóm ô mạng lập phương tâm mặt, với 2 nguyên tử lặp lại.

Trong tinh thể học, hệ tinh thể, hay hệ ô mạng dùng để chỉ một trong 7 nhóm ô mạng không gian, [[ô mạng Bravais. Một cách không chính thức, hai tinh thể có khuynh hướng cùng hệ tinh thể nếu chúng có các yếu tố đối xứng giống nhau mặc dù cũng có một vài ngoại lệ.

## Nhóm tinh thể
7 Hệ tinh thể bao gồm 32 lớp tinh thể hay 32 lớp đối xứng được thể hiện trong bảng bên dưới:
| Nhóm tinh thể | Hệ tinh thể | Lớp tinh thể            | Schönflies | Hermann-Mauguin      | Orbifold | Coxeter | Điểm đối xứng         | Bậc | Ký nhiệu nhóm                                                                       |
| ------------- | ----------- | ----------------------- | ---------- | -------------------- | -------- | ------- | --------------------- | --- | ----------------------------------------------------------------------------------- |
| 3 nghiêng     | 3 nghiêng   | triclinic-pedial        | C1         | 1                    | 11       | [ ]+    | enantiomorphic polar  | 1   | trivial {\displaystyle \mathbb {Z} _{1}}                                            |
| 3 nghiêng     | 3 nghiêng   | triclinic-pinacoidal    | Ci         | 1                    | 1x       | [2,1+]  | đối xứng tâm          | 2   | cyclic {\displaystyle \mathbb {Z} _{2}}                                             |
| 1 nghiêng     | 1 nghiêng   | monoclinic-sphenoidal   | C2         | 2                    | 22       | [2,2]+  | enantiomorphic polar  | 2   | cyclic {\displaystyle \mathbb {Z} _{2}}                                             |
| 1 nghiêng     | 1 nghiêng   | monoclinic-domatic      | Cs         | m                    | *11      | [ ]     | polar                 | 2   | cyclic {\displaystyle \mathbb {Z} _{2}}                                             |
| 1 nghiêng     | 1 nghiêng   | lăng trụ một nghiêng    | C2h        | 2/m                  | 2*       | [2,2+]  | đối xứng tâm          | 4   | Klein four {\displaystyle \mathbb {V} =\mathbb {Z} _{2}\times \mathbb {Z} _{2}}     |
| Thoi          | Thoi        | sphenoidal thoi         | D2         | 222                  | 222      | [2,2]+  | enantiomorphic        | 4   | Klein four {\displaystyle \mathbb {V} =\mathbb {Z} _{2}\times \mathbb {Z} _{2}}     |
| Thoi          | Thoi        | tháp trực thoi          | C2v        | mm2                  | *22      | [2]     | polar                 | 4   | Klein four {\displaystyle \mathbb {V} =\mathbb {Z} _{2}\times \mathbb {Z} _{2}}     |
| Thoi          | Thoi        | tháp đôi trực thoi      | D2h        | mmm                  | *222     | [2,2]   | đối xứng tâm          | 8   | {\displaystyle \mathbb {V} \times \mathbb {Z} _{2}}                                 |
| 4 phương      | 4 phương    | tháp bốn phương         | C4         | 4                    | 44       | [4]+    | enantiomorphic polar  | 4   | cyclic {\displaystyle \mathbb {Z} _{4}}                                             |
| 4 phương      | 4 phương    | disphenoidal bốn phương | S4         | 4                    | 2x       | [2+,2]  | không có đối xứng tâm | 4   | cyclic {\displaystyle \mathbb {Z} _{4}}                                             |
| 4 phương      | 4 phương    | tháp đôi bốn phương     | C4h        | 4/m                  | 4*       | [2,4+]  | đối xứng tâm          | 8   | {\displaystyle \mathbb {Z} _{4}\times \mathbb {Z} _{2}}                             |
| 4 phương      | 4 phương    | mặt thang bốn phương    | D4         | 422                  | 422      | [2,4]+  | enantiomorphic        | 8   | dihedral {\displaystyle \mathbb {D} _{8}=\mathbb {Z} _{4}\rtimes \mathbb {Z} _{2}}  |
| 4 phương      | 4 phương    | tháp bốn phương kép     | C4v        | 4mm                  | *44      | [4]     | polar                 | 8   | dihedral {\displaystyle \mathbb {D} _{8}=\mathbb {Z} _{4}\rtimes \mathbb {Z} _{2}}  |
| 4 phương      | 4 phương    | tetragonal-scalenoidal  | D2d        | 42m hoặc 4m2         | 2*2      | [2+,4]  | không có đối xứng tâm | 8   | dihedral {\displaystyle \mathbb {D} _{8}=\mathbb {Z} _{4}\rtimes \mathbb {Z} _{2}}  |
| 4 phương      | 4 phương    | tháp đôi bốn phương kép | D4h        | 4/mmm                | *422     | [2,4]   | đối xứng tâm          | 16  | {\displaystyle \mathbb {D} _{8}\times \mathbb {Z} _{2}}                             |
| 6 phương      | ba phương   | tháp ba phương          | C3         | 3                    | 33       | [3]+    | enantiomorphic polar  | 3   | cyclic {\displaystyle \mathbb {Z} _{3}}                                             |
| 6 phương      | ba phương   | trực thoi               | S6 (C3i)   | 3                    | 3x       | [2+,3+] | đối xứng tâm          | 6   | cyclic {\displaystyle \mathbb {Z} _{6}=\mathbb {Z} _{3}\times \mathbb {Z} _{2}}     |
| 6 phương      | ba phương   | mặt thang ba phương     | D3         | 32 hoặc 321 hoặc 312 | 322      | [3,2]+  | enantiomorphic        | 6   | dihedral {\displaystyle \mathbb {D} _{6}=\mathbb {Z} _{3}\rtimes \mathbb {Z} _{2}}  |
| 6 phương      | ba phương   | tháp ba phương kép      | C3v        | 3m hoặc 3m1 hoặc 31m | *33      | [3]     | polar                 | 6   | dihedral {\displaystyle \mathbb {D} _{6}=\mathbb {Z} _{3}\rtimes \mathbb {Z} _{2}}  |
| 6 phương      | ba phương   | ditrigonal-scalahedral  | D3d        | 3m hoặc 3m1 hoặc 31m | 2*3      | [2+,6]  | đối xứng tâm          | 12  | dihedral {\displaystyle \mathbb {D} _{12}=\mathbb {Z} _{6}\rtimes \mathbb {Z} _{2}} |
| 6 phương      | 6 phương    | tháp sáu phương         | C6         | 6                    | 66       | [6]+    | enantiomorphic polar  | 6   | cyclic {\displaystyle \mathbb {Z} _{6}=\mathbb {Z} _{3}\times \mathbb {Z} _{2}}     |
| 6 phương      | 6 phương    | tháp đôi ba phương      | C3h        | 6                    | 3*       | [2,3+]  | không có đối xứng tâm | 6   | cyclic {\displaystyle \mathbb {Z} _{6}=\mathbb {Z} _{3}\times \mathbb {Z} _{2}}     |
| 6 phương      | 6 phương    | tháp đôi sáu phương     | C6h        | 6/m                  | 6*       | [2,6+]  | centrosymmetric       | 12  | {\displaystyle \mathbb {Z} _{6}\times \mathbb {Z} _{2}}                             |
| 6 phương      | 6 phương    | mặt thang sáu phương    | D6         | 622                  | 622      | [2,6]+  | enantiomorphic        | 12  | dihedral {\displaystyle \mathbb {D} _{12}=\mathbb {Z} _{6}\rtimes \mathbb {Z} _{2}} |
| 6 phương      | 6 phương    | tháp sáu phương kép     | C6v        | 6mm                  | *66      | [6]     | polar                 | 12  | dihedral {\displaystyle \mathbb {D} _{12}=\mathbb {Z} _{6}\rtimes \mathbb {Z} _{2}} |
| 6 phương      | 6 phương    | tháp đôi sáu phương kép | D3h        | 6m2 hoặc 62m         | *322     | [2,3]   | non-centrosymmetric   | 12  | dihedral {\displaystyle \mathbb {D} _{12}=\mathbb {Z} _{6}\rtimes \mathbb {Z} _{2}} |
| 6 phương      | 6 phương    | tháp đôi sáu phương kép | D6h        | 6/mmm                | *622     | [2,6]   | đối xứng tâm          | 24  | {\displaystyle \mathbb {D} _{12}\times \mathbb {Z} _{2}}                            |
| lập phương    | lập phương  | Tứ diện                 | T          | 23                   | 332      | [3,3]+  | enantiomorphic        | 12  | alternating {\displaystyle \mathbb {A} _{4}}                                        |
| lập phương    | lập phương  | Bốn mặt sáu tam giác    | Td         | 43m                  | *332     | [3,3]   | không đối xứng tâm    | 24  | symmetric {\displaystyle \mathbb {S} _{4}}                                          |
| lập phương    | lập phương  | mặt ngũ giác            | Th         | m3                   | 3*2      | [3+,4]  | centrosymmetric       | 24  | {\displaystyle \mathbb {A} _{4}\times \mathbb {Z} _{2}}                             |
| lập phương    | lập phương  | gyroidal                | O          | 432                  | 432      | [4,3]+  | enantiomorphic        | 24  | symmetric {\displaystyle \mathbb {S} _{4}}                                          |
| lập phương    | lập phương  | tám mặt sáu tam giác    | Oh         | m3m                  | *432     | [4,3]   | đối xứng tâm          | 48  | {\displaystyle \mathbb {S} _{4}\times \mathbb {Z} _{2}}                             |

## Hệ ô mạng
14 ô mạng Bravais được xếp vào 7 ô mạng cơ sở như trong bảng sau.
| 7 ô mạng cơ sở | 14 ô mạng Bravais   | 14 ô mạng Bravais    | 14 ô mạng Bravais   | 14 ô mạng Bravais |
| 3 nghiêng      | Triclinic           |                      |                     |                   |
| 1 nghiêng      | cơ bản              | tâm đáy              |                     |                   |
| 1 nghiêng      | Một nghiêng, cơ bản | Một nghiêng          |                     |                   |
| thoi           | cơ bản              | tâm đáy              | tâm khối            | tâm mặt           |
| thoi           | Thoi, cơ bản        | thoi, tâm đáy        | thoi, tâm khối      | thoi, tâm mặt     |
| 4 phương       | cơ bản              | tâm khối             |                     |                   |
| 4 phương       | 4 phương, cơ bản    | 4 phương, tâm khối   |                     |                   |
| 3 phương       | Rhombohedral        |                      |                     |                   |
| 6 phương       | Hexagonal           |                      |                     |                   |
| lập phương     | cơ bản              | tâm khối             | tâm mặt             |                   |
| lập phương     | Lập phương, cơ bả   | lập phương, tâm khối | lập phương, tâm mặt |                   |